# Gerhard Gerkens
Gerhard Gerkens (* 17. Oktober 1937 in Hamburg; † 4./5. März 1999) war ein deutscher Kunsthistoriker und Museumsdirektor.

## Leben
Gerkens studierte Kunstgeschichte in Hamburg und Göttingen, wo er mit einer Dissertation über das Schloss Salzdahlum promoviert wurde. Mit einem Stipendium des Landes Niedersachsen arbeitete er 1967/68 am Zentralinstitut für Kunstgeschichte, München. Nach einem Volontariat an der Hamburger Kunsthalle wurde er 1969 wissenschaftlicher Mitarbeiter der Bremer Kunsthalle, zuletzt ab 1983 als deren Oberkustos. 1986 wurde er als Nachfolger von Wulf Schadendorf an die Museen für Kunst und Kulturgeschichte der Hansestadt Lübeck als Direktor berufen. Er baute die Sammlungen von Behnhaus und St. Annen Museum aus und konnte die – inzwischen wieder geschlossene – Völkerkundesammlung im Zeughaus neu aufstellen. Sein Nachfolger in Lübeck wurde Thorsten Rodiek.
Gerkens war 1974 bis 1977 Vorsitzer der Historischen Gesellschaft Bremen.

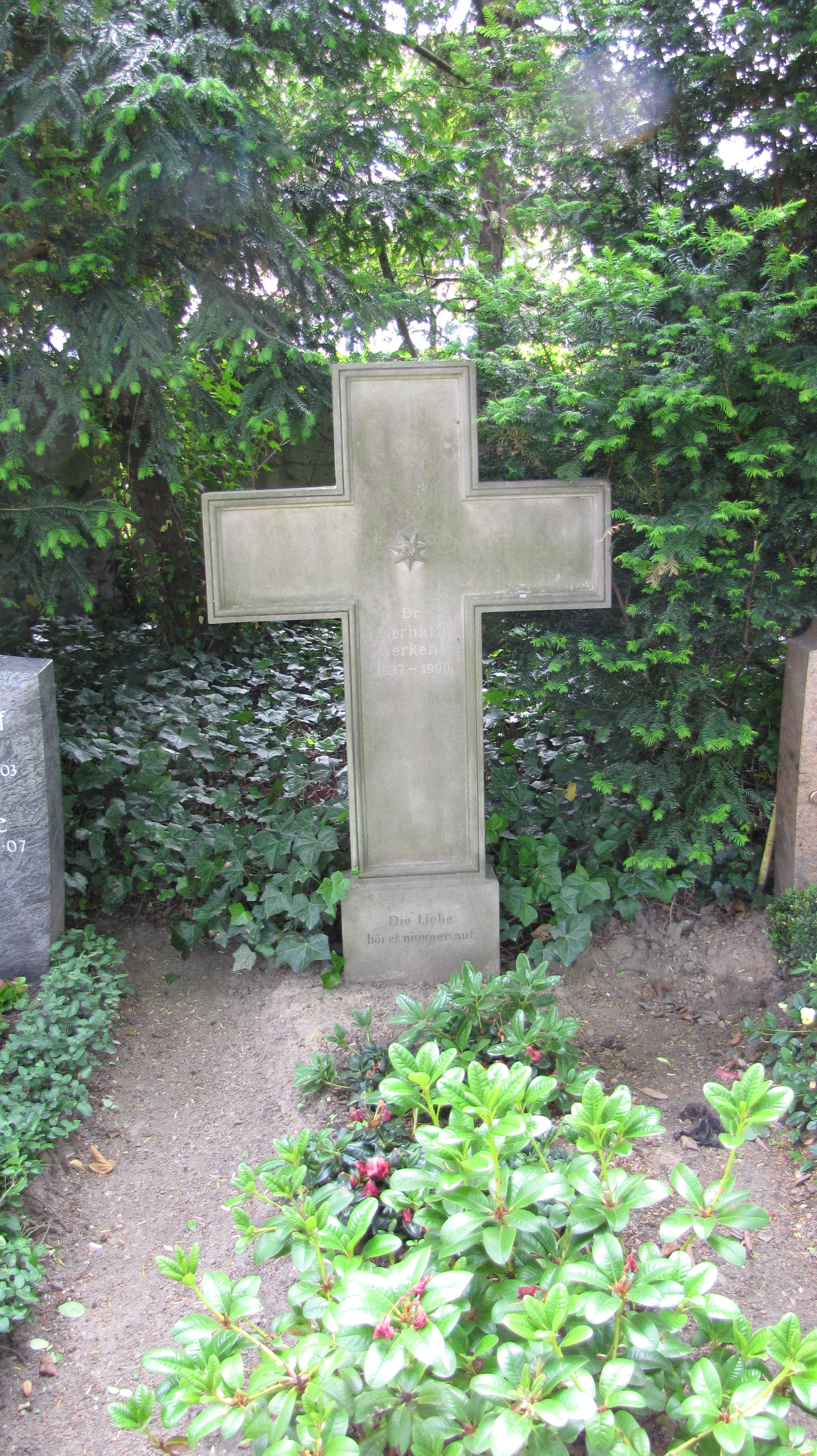
Grab

Sein Grab befindet sich auf dem historischen Friedhof an der Lübecker St.-Jürgen-Kapelle.

## Schriften (Auswahl)
- Das fürstliche Lustschloss Salzdahlum und sein Erbauer Herzog Anton Ulrich von Braunschweig-Wolfenbüttel. (= Quellen und Forschungen zur braunschweigischen Geschichte, Bd. 22). Selbstverlag des Braunschweigischen Geschichtsvereins, Braunschweig 1974, zugleich Dissertation, Universität Göttingen, 1967.
- mit Ursula Heiderich: Katalog der Gemälde des 19. und 20. Jahrhunderts in der Kunsthalle Bremen. Zwei Bände, Hauschild Verlag, Bremen 1973.
- mit Günther Busch: Museum. Kunsthalle Bremen. Westermann Verlag, Braunschweig 1980.
- mit Andreas Blühm: Ausstellungskatalog: Johann Friedrich Overbeck (1789-1869). Gemälde und Zeichnungen. Katalog der Ausstellung im Museum für Kunst und Kulturgeschichte der Hansestadt Lübeck - Behnhaus, Lübeck 1989. Herstellung: Wullenwever-Druck Heine KG, Lübeck ISBN 3-9800517-9-X.
- Zehn Jahre Tätigkeit in Lübecks Museum für Kunst und Kulturgeschichte. Rückblick und Ausblick. In: Zeitschrift des Vereins für Lübeckische Geschichte und Altertumskunde. Bd. 75 (1995), S. 335–364 (Digitalisat).